# Emil Ritterling

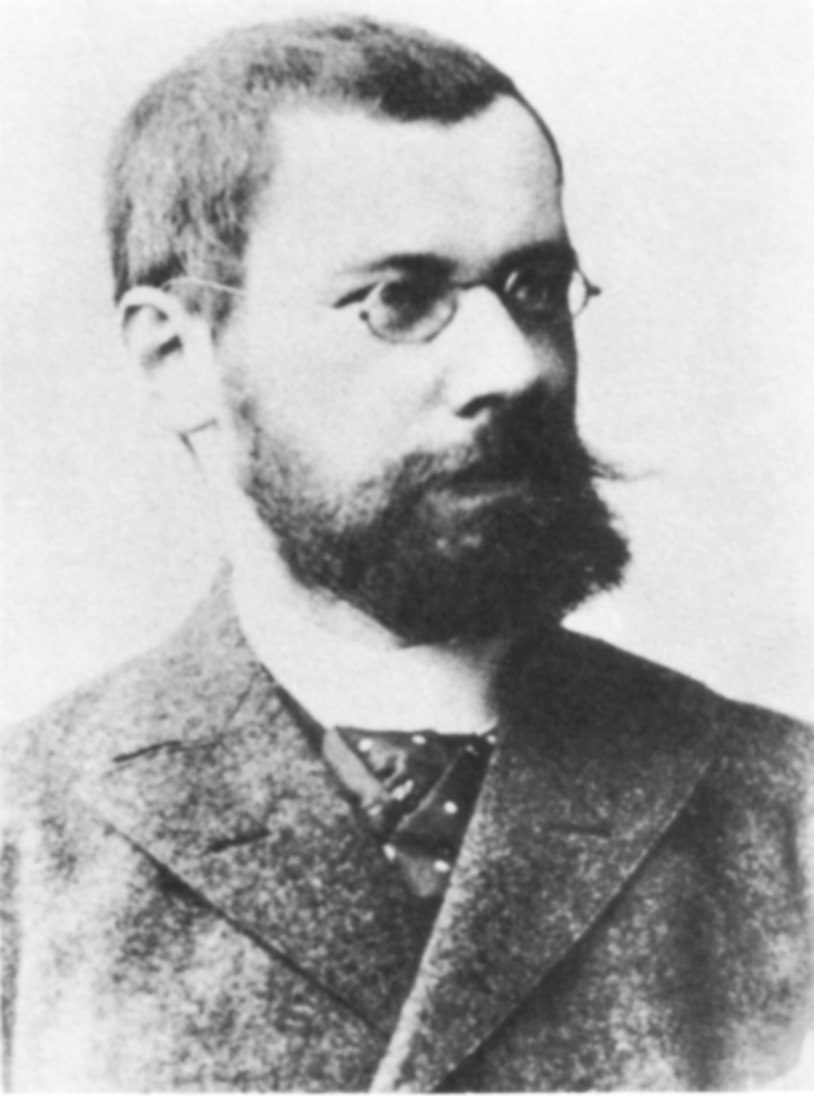
Emil Ritterling (1861–1928)

Emil Ritterling (* 20. Dezember 1861 in Leipzig; † 7. Februar 1928 in Wiesbaden) war ein deutscher Althistoriker und Provinzialrömischer Archäologe.

## Leben
Ritterling studierte ab 1881 in Bonn und Leipzig Klassische Philologie und Alte Geschichte. 1885 wurde er bei Victor Gardthausen in Leipzig mit einer Arbeit über die Legio X Gemina promoviert. Von 1887 bis 1891 arbeitete er in Berlin als Bibliothekar an der Königlichen Bibliothek. Ab 1892 wirkte Ritterling in Wiesbaden, zunächst als Privatgelehrter, und machte sich um die Erforschung des römischen Aquae Mattiacorum und ihrer Umgebung verdient. Von 1895 bis 1912 war er als Streckenkommissar für die Reichs-Limeskommission tätig. Als solcher leitete er unter anderem die Ausgrabungen in den Kastellen Niederbieber, Bendorf und Wiesbaden.
In Wiesbaden war er von 1899 bis 1911 und von 1916 bis zu seinem krankheitsbedingten Ruhestand 1923 Direktor des Landesmuseums Nassauischer Altertümer. Ritterling war Mitglied des Vorstands des Vereins für Nassauische Altertumskunde und Geschichtsforschung und übernahm für das Jahr 1893/1894 als Vereinssekretär die Herausgabe der Nassauischen Annalen. Zwischenzeitlich leitete er von 1911 bis 1914 als Direktor die Römisch-Germanische Kommission des Deutschen Archäologischen Instituts in Frankfurt am Main, nach dem vorzeitigen Tod von Walter Barthel versah er dieses Amt kommissarisch noch bis 1916. Ab 1904 war Ritterling ordentliches Mitglied des Deutschen Archäologischen Instituts.
Ritterlings Hauptinteresse galt der Erforschung der römischen Militärgeschichte und des Obergermanisch-Raetischen Limes. Grundlegend wurde Ritterlings Artikel Legio, der 1924 in Paulys Realencyclopädie der classischen Altertumswissenschaft erschien und bis heute als ein Standardwerk der römischen Militärgeschichte gilt. Bedeutend ist auch seine Arbeit zum Kastell Hofheim, die heute immer noch eines der am häufigsten zitierten Werke über römische Keramik des 1. Jahrhunderts n. Chr. in den Nordwestprovinzen ist.

## Schriften (Auswahl)
- De legione Romanorum X Gemina. Dissertation an der Universität Leipzig, 1885. (Digitalisiert im Internet-Archiv).
- mit Ludwig Pallat: Römische Funde aus Wiesbaden. In: Annalen des Vereins für Nassauische Altertumskunde und Geschichtsforschung 29, 1897/98, S. 115–169.
- Das frührömische Lager bei Hofheim i. T. Ausgrabungs- und Fundbericht. (=Annalen des Vereins für Nassauische Altertumskunde und Geschichtsforschung 34, 1904). Wiesbaden 1905.
- Römische Baureste auf der Rentmauer bei Wiesbaden. In: Annalen des Vereins für Nassauische Altertumskunde und Geschichtsforschung 35, 1906, S. 264–279.
- Toranlagen römischer Kastelle des ersten nachchristlichen Jahrhunderts. In: Annalen des Vereins für Nassauische Altertumskunde und Geschichtsforschung 36, 1907, S. 1–14.
- Das Kastell Wiesbaden (= Der obergermanisch-raetische Limes des Roemerreiches, Abt. B, Bd. 2, 4, Kastell 31). Petters, Heidelberg 1909.
- Das frührömische Lager bei Hofheim im Taunus (= Annalen des Vereins für Nassauische Altertumskunde und Geschichtsforschung 40, 1912). Bechtold, Wiesbaden 1913.
- Legio. Bestand, Verteilung und kriegerische Betätigung der Legionen des stehenden Heeres von Augustus bis Diocletian. In: Paulys Realencyclopädie der classischen Altertumswissenschaft (RE). Band XII,1, Stuttgart 1924, Sp. 1211–1328.
- Legio. Bestand, Verteilung und kriegerische Betätigung der Legionen des stehenden Heeres von Augustus bis Diocletian (Fortsetzung). In: Paulys Realencyclopädie der classischen Altertumswissenschaft (RE). Band XII,2, Stuttgart 1925, Sp. 1329–1829.
- Fasti des römischen Deutschland unter dem Prinzipat (= Beiträge zur Verwaltungs- und Heeresgeschichte von Gallien und Germanien Bd. 2). Seidel, Wien 1932.
- Die kaiserlichen Beamten und Truppenkörper im römischen Deutschland unter dem Prinzipat. Mit Benutzung von E. Ritterlings Nachlass dargestellt von Ernst Stein (= Beiträge zur Verwaltungs- und Heeresgeschichte von Gallien und Germanien Bd. 1). Seidel, Wien 1932
- mit Ernst Fabricius: Das Kastell Bendorf. Nach den Untersuchungen Emil Ritterlings und des Rheinischen Landesmuseums Bonn bearbeitet von Ernst Fabricius (= Der obergermanisch-raetische Limes des Römerreiches, Abt. B, Bd. 1, Kastell 1). Petters, Heidelberg 1937.
- Das Kastell Nieder-Bieber. 1937 (= Der obergermanisch-raetische Limes des Römerreiches, Abt. B, Bd. 1, Kastell 1a) Petters, Heidelberg.